# Pilkington Glass Championships 1992
Pilkington Glass Championships 1992 — жіночий тенісний турнір, що проходив на кортах з трав'яним покриттям Devonshire Park Lawn Tennis Club в Істборні (Англія). Належав до турнірів 2-ї категорії в рамках Туру WTA 1992. Турнір відбувсь увісімнадцяте і тривав з 15 до 20 червня 1992 року. Сіяна одинадцятою Лорі Макніл здобула титул в одиночному розряді й отримала 70 тис. доларів США.

## Фінальна частина

### Одиночний розряд
Лорі Макніл —  Лінда Гарві-Вілд 6–4, 6–4.
- Для Макніл це був перший титул в одиночному розряді за сезон і восьмий - за кар'єру.[1]

### Парний розряд
Яна Новотна /  Лариса Савченко —  Мері Джо Фернандес /  Зіна Гаррісон-Джексон 6–0, 6–3.
- Для Новотної це був третій титул в парному розряді за сезон і 36-й — за кар'єру.[2] Для Савченко це був fifth doubles title of the year і 34-й — за кар'єру.[3]